# 谷口成之
谷口 成之（たにぐち しげゆき、1900年11月25日 - 1984年）は、東海大学工学部教授などを歴任した日本の都市計画家。
愛知県尾張旭市生まれ。旧制明倫中学校から第八高等学校をへて1925年に東京帝国大学工学部土木工学科を卒業し、都市計画地方委員会の愛知地方委員会に奉職。1931年には長崎地方委員会に転任。1939年北海道地方委員会に転任。1942年には東京地方委員会に転任するが、戦時中のため仕事は護国寺の大防空壕掘削だったという。そのまま東京都発足で職員となり、戦後は戦災復興都市計画の責任者である都建設局区画整理課長や、区画整理部長を歴任していく。1950年からは都市計画担当教員として中央大学で教鞭を執る。1956年に退職し、その後発足間もない日本道路公団や首都高速道路公団などの相談役を経て、1962年東海大学工学部教授就任。大学は病により1974年に退職するがその間に多数の自治体各種審議会委員を務める。1971年勲三等瑞宝章受章。
著書に『都市計画』 (コロナ社、1961年、標準土木工学講座 ; 第13）など。